# خوسيه كاستيلانوس كونتريرز
خوسيه كاستيلانوس كونتريرز (بالإسبانية: José Arturo Castellanos Contreras)‏ هو ناشط حقوق الإنسان ودبلوماسي سلفادوري، ولد في 23 ديسمبر 1893 في السلفادور، وتوفي في 18 يونيو 1977 في سان سلفادور في السلفادور.